# Ричардс, Фрэнк (тяжелоатлет)
Фрэнк "Пушечное Ядро" Ричардс (20 февраля 1887, Миннеаполис — 7 февраля 1969, Лонг-Бич) — цирковой атлет, который прославился тем, что удерживал сильные удары в живот, одним из самых сильных ударов был удар пушечным ядром в живот.

## Ранние годы
Фрэнк Энсон Ричардс родился с 20 февраля 1887 в семье Ричарда Джона Ричардса и Эллен Элизабет Ричардс в городе Миннеаполис, штат Канзас. У него была сестра Розмари Ричардс и брат Эдвин Х. Ричардс,  которые позже тоже оказались в Лонг-Бич, Калифорния. До того как он стал выступать, он участвовал в Первой мировой войне.

## Карьера
Все начиналось с обычного спора. Ричардс предлагал своим друзьям бить ему по животу любым предметом и со всей силы. Он стойко выносил даже самые тяжелые «подарки» приятелей.
Ричардс участвовал в водевилях, демонстрируя прочность своего пресса посредством восприятия очень тяжелых ударов в живот. Они включали попадание в солнечное сплетение кувалдой, тараны, прыжки людей. После такого выступления обычный человек отправился бы прямиком в больницу, но Ричардс стойко выдерживал, так как его брюшной пресс оказался невероятно крепким, благодаря необычному расположению косых мышц. К тому же, атлет постоянно развивал их ежедневными тренировками.
Фрэнк выступил в качестве груши для известного боксёра тяжеловеса Джека Демпси. Тот ударил его 75 раз.
Вершиной мастерства стал легендарный трюк с выстрелом в живот пушечным ядром весом более 104 фунтов (47 кг). За это его и наградили прозвищем «Пушечное ядро Ричардс». Он повторял этот трюк не более двух раз в день, так как удары пушечного снаряда были слишком болезненными.

## Личная жизнь
Ричардс жил в Лонг-Бич, несмотря на то, что много гастролировал. Он был христианином, членом Пресвитерианской Церкви Помоны. Ричардс был членом American Legion Post 27 и давал бесплатные шоу на собраниях Legion, клубах Elks и многих военных лагерях во время Второй мировой войны.
Благодаря своим подвигам, он был знаком со многими чемпионами бокса того времени. Среди них были Джеймс Джеффрис, Джек Джонсон, Ad Wolgast, Джо Риверс, Джо Льюис, Джесс Уиллард и Джек Демпси.

## Смерть
Он умер 7 февраля 1969 года в возрасте 81 года, в Лонг-Бич, штат Калифорния, где прожил много лет. Был похоронен на кладбище в Помоне, штат Калифорния.